# Koglhof
Koglhof là một đô thị thuộc huyện Weiz thuộc bang Steiermark, nước Áo. Đô thị Koglhof có diện tích 30,29 km², dân số thời điểm cuối năm 2005 là 1137 người.